# Маунт-Плезант Тауншип (округ Колумбія, Пенсільванія)
Маунт-Плезант Тауншип (англ. Mount Pleasant Township) — селище (англ. township) в США, в окрузі Колумбія штату Пенсільванія. Населення — 1498 осіб (2020).

## Демографія
Згідно з переписом 2010 року, у селищі мешкало 1609 осіб у 602 домогосподарствах у складі 476 родин. Було 627 помешкань
Расовий склад населення:
| - 96,7 % — білих - 1,4 % — чорних або афроамериканців - 0,6 % — азіатів - 0,4 % — вихідців з тихоокеанських островів - 0,1 % — корінних американців |

До двох чи більше рас належало 0,7 %. Частка іспаномовних становила 0,9 % від усіх жителів.
За віковим діапазоном населення розподілялося таким чином: 23,9 % — особи молодші 18 років, 63,0 % — особи у віці 18—64 років, 13,1 % — особи у віці 65 років та старші. Медіана віку мешканця становила 42,9 року. На 100 осіб жіночої статі у селищі припадало 101,9 чоловіків;  на 100 жінок у віці від 18 років та старших — 103,0 чоловіків також старших 18 років.
Середній дохід на одне домашнє господарство  становив 70 989 доларів США (медіана — 63 385), а середній дохід на одну сім'ю — 75 584 долари (медіана — 67 321). Медіана доходів становила 54 583 долари для чоловіків та 45 031 долар для жінок. За межею бідності перебувало 7,8 % осіб, у тому числі 7,4 % дітей у віці до 18 років та 10,8 % осіб у віці 65 років та старших.
Цивільне працевлаштоване населення становило 819 осіб. Основні галузі зайнятості: освіта, охорона здоров'я та соціальна допомога — 32,4 %, виробництво — 13,9 %, роздрібна торгівля — 12,0 %.